# بيتر ساندرز
بيتر ساندرز (بالإنجليزية: Peter Sanders)‏ (مواليد 1967) وهو عالم كمبيوتر ألماني يعمل كأستاذ لعلوم الكمبيوتر في معهد كارلسروه للتكنولوجيا. تتعلق أبحاثه بتصميم وتحليل وتنفيذ الخوارزميات وبنية بيانات وهو معروف بشكل خاص لبحثه حول إيجاد أقصر الطرق في شبكات الطرق.
حصل ساندرز على درجة الدكتوراه. من كارلسروه في عام 1996 وعمل لمدة سبع سنوات في معهد ماكس بلانك للمعلوماتية في ساربروكن (حصل على شهادة التأهل للأستاذية هناك في عام 2000) قبل العودة إلى كارلسروه كأستاذ في عام 2004.
كان ساندرز أحد الفائزين بجائزة جوتفريد فيلهلم ليبنيز في عام 2012.

## من منشوراته
كتبه
- ميهلهورن، كورت؛ ساندرز، بيتر (2008). الخوارزميات وهياكل البيانات: صندوق الأدوات الأساسي. سبرجنر. ISBN:978-3-540-77977-3. MR:2444537. مؤرشف من الأصل في 2019-05-23.[7]

## وصلات خارجية
- Google scholar profile
- بيتر ساندرز في شجرة علماء الرياضيات